# Archidiocèse de Częstochowa
L'archidiocèse de Częstochowa (en latin : Archidioecesis Czestochoviensis, en polonais : Archidiecezja częstochowska) est l'un des 14 archevêchés de rite latin de l'Église catholique en Pologne. Son siège est situé à Częstochowa. Depuis 2011, son évêque est Wacław Depo (it).

## Territoire
L'archidiocèse comprend la partie nord de la voïvodie de Silésie et la partie sud de celle de Łódź.

Carte des archidiocèses et diocèses polonais

Le siège archiépiscopal est à Częstochowa, où se trouve la cathédrale de la Sainte-Famille. Outre la cathédrale, le territoire compte trois autres basiliques mineures : la basilique collégiale des saints-Pierre-et-Paul à Zawiercie ; la basilique de Notre-Dame-de-l'Assomption à Gidle. Dans la ville de Częstochowa se trouve le sanctuaire marial et la basilique mineure de Jasna Góra, la plus importante destination de pèlerinage en Pologne, avec plus de quatre millions de pèlerins arrivant chaque année de tout le pays et de l'étranger. L'icône de la Vierge noire, la Vierge de Częstochowa, y est vénérée.
Le territoire couvre 6 925 km², et il est divisé en 35 doyennés et 312 paroisses. 

## Diocèses suffragants
- Diocèse de Radom
- Diocèse de Sosnowiec

## Histoire
Il a été érigé en diocèse le 28 octobre 1925 par la bulle Vixdum Poloniae Unitas du pape Pie XI et en archidiocèse le 25 mars 1992 par la bulle Totus Tuus Poloniae Populus (« Tout ton peuple en Pologne ») du pape Jean-Paul II.

## Évêques et archevêques
Évêques : 
- Teodor Kubina (14 décembre 1925 - 13 février 1951)
- Zdzisław Goliński (22 avril 1951 - 6 juillet 1963)
- Stefan Bareła (17 janvier 1964 - 12 février 1984)

Archevêques : 
- Stanisław Nowak (26 octobre 1984 - 29 décembre 2011)
- Wacław Depo (it) (depuis 2011- )